# 西摩道

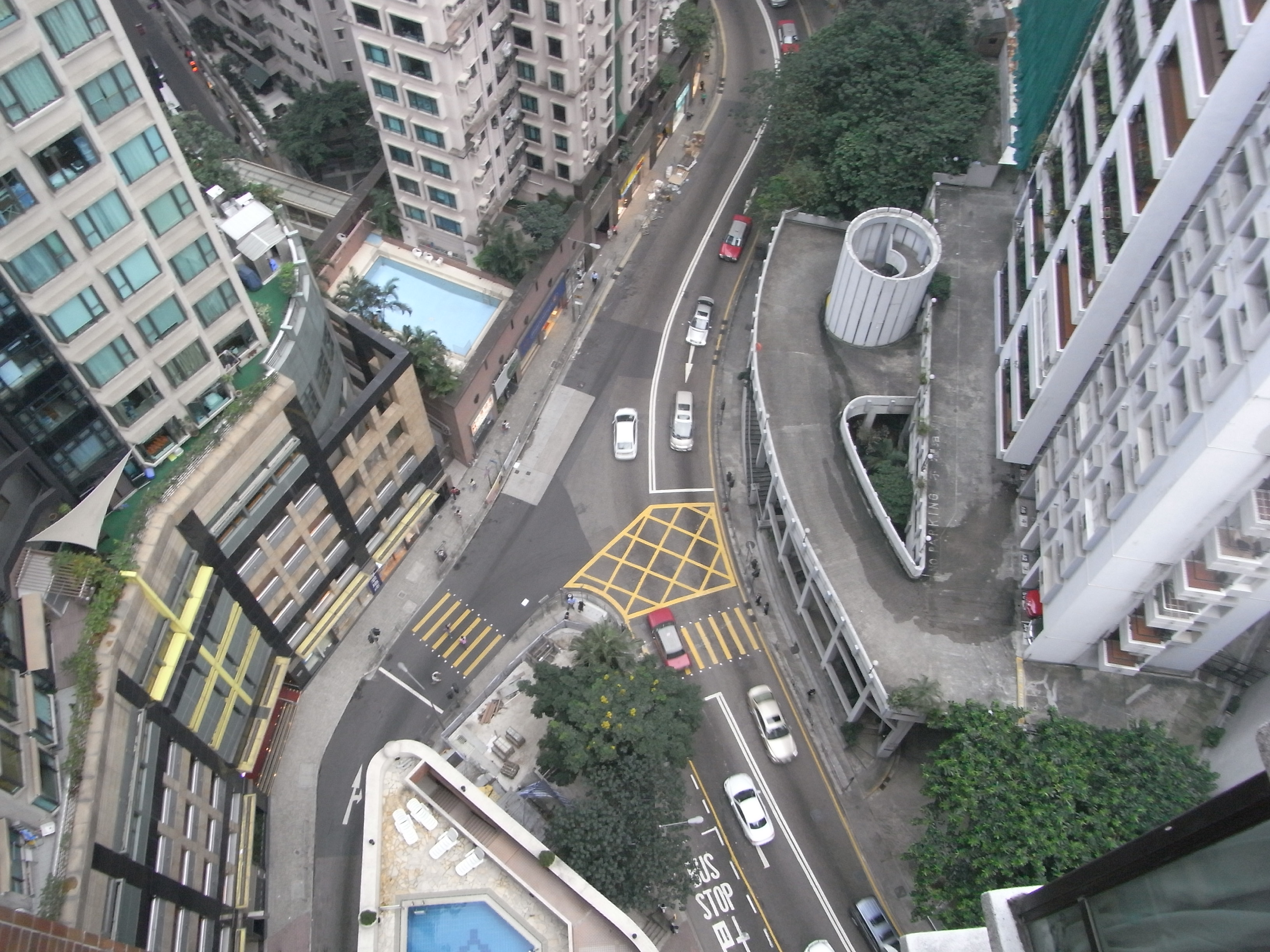
鳥瞰西摩道，與羅便臣道交界

西摩道（英語：Seymour Road），是香港島半山區的一條行車上山街道。該道路起步始自合一堂的東面，近般咸道與醫院道及堅道的交匯點，上行至羅便臣道55號。該處有不少地產代理分店駐紮，亦有惠康和百佳超級市場。
西摩道有一塊地皮，於1986年城規會定為香港甲類住宅地，但是在1995年改為丙類，只可以建築地積比不高於五，即是高度不能多於12層的住宅。在2005年，太古地產和恒基兆業以126百萬港元投得，及後申請放寬建築限制。在2007年11月太古勝訴，破例可以興建54層高摩天大廈於此。 事件雖然有環保團體反對，但是鄰近業主叫好，期望新廈可刺激樓價再向上。

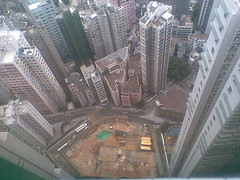
蔚然位於西摩道2A的地盤，攝影於2007年

## 歷史
此街道為紀念維多利亞時代的英國皇家海軍上將米高·西摩爵士（Sir Michael Seymour），而以“西摩道”命名。

## 鄰近
- 堅道花園
- 香港合一堂
- 香港花園
- 衛城道
- 五旬節會五旬節堂
- 甘棠第
- 蔚然
- 瀚然
- 珒然
- 衛城閣
- 美麗台
- 懿峯

## 相關
- 米高·西摩
- 曾鮑笑薇